# アブドルハキーム・アーメル
ムハンマド・アブドルハキーム・アーメル（アラビア語: محمد عبد الحكيم عامر、Mohamed Abdel Hakim Amer、1919年12月11日 - 1967年9月14日）は、エジプトの軍人、政治家。エジプト革命の中心人物の一人で、アラブ連合共和国の第一副大統領、国防相、シリア地域の大統領代表を務めた。最終階級は元帥。ソ連邦英雄。

## 略歴

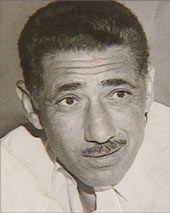
アブドルハキーム・アーメル

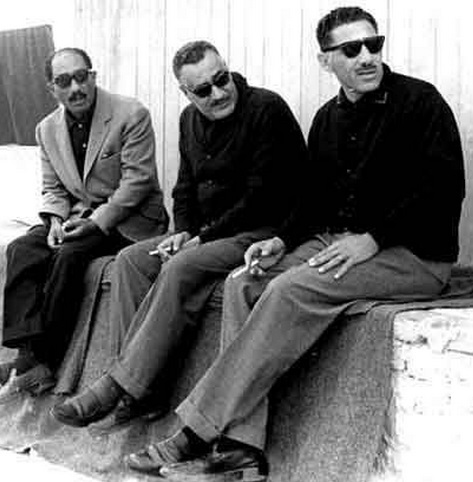
左よりサーダート、ナーセル、アーメル（1965）

ミニヤー県アスタルの出身。1938年、カイロの士官学校を卒業し翌年より陸軍に入る。アンワル・アッ＝サーダートが対独協力の容疑で逮捕されたのちはナーセルとともに秘密組織の中心となり、隷下細胞相互の関係を把握させないなどの措置をとった。
1948年の第一次中東戦争に従軍、1950年にはムハンマド・ナギーブ少将副官となり、彼を自由将校団へと参加させる。ガマール・アブドゥル＝ナーセル大佐を支援、1952年のエジプト革命を成功へと導く。
クーデター後、新政権下に登用され、1956年、大将に昇進し国防大臣兼参謀総長に就任。第二次中東戦争では、イスラエル軍に大敗。
1961年、シリアにてクーデターが発生した際には代表としてシリアへ赴くも拘束され、カイロへ送還される。
1962年、アラブ社会党に入党。
1967年6月、第三次中東戦争の大敗後、軍事的責任を問われ国境軍司令官に左遷されるが、ナーセルを「不要な戦争を引き起こした」と告発し、責任を追及した。
1967年8月、クーデター未遂容疑で軍当局によりギーザにて軟禁される。9月13日、アーメルを聴取すべく将校らが到着した直後、大量の劇薬を飲んで自殺を図り病院へ搬送される。一命をとりとめ、翌日自宅へ返されるが、足の絆創膏に更に劇薬を隠しており、監視の目を盗んでそれを飲み死亡した。彼の遺体は軍隊式の葬礼のもと、故郷のアスタルに埋葬された。
一説によれば、アーメルは自宅に戻された直後、高級将校たちから反逆者として自身の信念と実行に終止符を打つか、軍人として名誉ある死を選ぶか迫られていたという。ナセルとアーメルの同志で後に大統領となるアンワル・アッ＝サーダートは、もし自身がアーメルの立場だったなら、6日間戦争の直後に自決していただろうと述べている。
2012年、アーメルの遺族は彼は殺されたのだと主張し、再調査するよう訴訟を起こした。

## その他
自身の娘をナーセルの弟に嫁がせており、またナーセルも自身の息子を「アブドルハキーム」と名付けている。

## 栄典
- ソ連邦英雄 -  ソビエト連邦、1964年5月13日[9]
- 防衛部門勲章（英語版）グランド・コマンダー -  マレーシア、1965年[10]